# Undoing Ruin
Undoing Ruin – czwarty album studyjny amerykańskiej grupy muzycznej Darkest Hour.

## Lista utworów
1. With a Thousand Words to Say But One – 4:22
2. Convalescence – 4:12
3. This Will Outlive Us – 3:48
4. Sound the Surrender – 3:41
5. Pathos – 1:34
6. Low – 3:04
7. Ethos – 1:21
8. District Divided – 2:28
9. These Fevered Times – 3:09
10. Paradise – 3:44
11. Tranquil – 6:22

## Twórcy
- John Henry – śpiew
- Mike Schleibaum – gitara
- Kris Norris – gitara
- Paul Burnette – gitara basowa
- Ryan Parrish – perkusja